# گزار
گزار، روستایی از توابع بخش مرکزی شهرستان فیروزه در استان خراسان رضوی ایران است.

## جمعیت
این روستا در دهستان فیروزه قرار دارد و براساس سرشماری مرکز آمار ایران در سال ۱۳۸۵، جمعیت آن ۵۴ نفر (۱۷خانوار) بوده‌است.